# Basilecto
Se da el nombre de basilecto a la fase baja de una lengua natural necesariamente hablada (aunque no necesariamente escrita), respecto de un modo consolidado de habla con una ortodoxia gramatical, llamado acrolecto. Dicho de una manera más sencilla, el basilecto es la forma cotidiana y vulgar del habla, mientras que el acrolecto representa un modo formal o literario de la misma.
El término basilecto se emplea en sociolingüística para evitar el uso de términos como habla incorrecta o corrupta, dado que muchas veces estos términos reflejan una incomprensión de los procesos que se hallan detrás de las variantes regionales de habla. Por ejemplo, un basilecto puede estar condicionado no solo por el habla típica de un segmento social vulnerable, sino por una o más lenguas en contacto con la lengua oficial (acrolecto), que no termina de imponerse.
No debe confundirse el término basilecto con el de dialecto, que se refiere a una variante regional de una lengua por su variación léxica. El basilecto, pues, suele incluir alteraciones gramaticales respecto de un acrolecto, y también suele presentar una gran irregularidad entre el grupo de hablantes al que se atribuye.